# 音楽 (19のアルバム)
『音楽』（ことば）は19の1枚目のスタジオ・アルバム。ビクターエンタテインメントから1999年7月23日に発売された。 

## 概要
アーティスト写真は東京の目黒区にある田道広場公園にて撮影された。

## チャート成績
本作の売上は累計99.0万枚（オリコン調べ）。日本レコード協会の集計（出荷枚数）ではミリオンセラーに認定されている。

## 収録曲
作詞：326（2,3,4,5,6,9）岡平健治（11,13）ケイゴ（8,12）326&岡平健治（7）326&ケイゴ（10）中村満（詩：1,14）
作曲：岡平健治（4,5,6,7,11,13）ケイゴ（2,3,8,10,12）19（9）
編曲：茂村泰彦（2,3,4,5,8,9）松田文（10,12）けんじ/ケイゴ（9）けんじ/ケイゴ/熊谷憲康（6）けんじ/ケイゴ/千葉貴俊（11）けんじ/ケイゴ/熊谷憲康/木村玲（13）
1. 言葉
島本須美による朗読で本作が始まる。
2. あの青をこえて
19のデビューシングル。
3. テーマソング
昔からあった曲で、要望に応えてCD化された。
326が高校時代に作った曲。別バージョンも存在する。
4. 恋
5. 春流れる
6. 西暦前進2000年→ 〜新〜
1stシングルのカップリングのリミックス。
7. 階段
326のアイデアを曲に昇華させたもの。
8. 三分間日記
曲名に「三分間」と出ているが、実際収録時間は3分を超えている。
「三分間」とは「短い時間」の意だと思われる。
9. あの紙ヒコーキ くもり空わって
売上枚数約50万枚の大ヒットとなった2ndシングル。
10. まばたき
山中湖でレコーディングを行った際に出来た曲。
11. 『ガソリン』
岡平の趣味であるバイクについて歌った曲。
12. ビルはほど遠い街
岩瀬が上京してきて感じた事を歌った曲。
13. 瞬間概念
岡平が彼女に作った歌。現在も彼のソロライブでも歌われている。
14. 『スピーカーの前の君へ』
島本須美による朗読でアルバムを締めくくる。
朗読中に曲名「音楽」が挿し込まれる。